# Актриса (фильм)
«Актриса» — советский чёрно-белый фильм, поставленный на Центральной объединённой киностудии режиссёром Леонидом Траубергом в 1942 году.
Премьера фильма в СССР состоялась 22 апреля 1943 года.

## Сюжет
Зою Владимировну Стрельникову, известную актрису оперетты, вместе с Театром оперетты эвакуируют в тыл. Там Стрельниковой находят комнату и она поселяется у строгой Агафьи Лукиничны, у которой сын (майор, командир батальона) на фронте. Хозяйка комнаты считает, что веселья во время войны быть не должно.
После упрёков хозяйки дома Стрельникова увольняется из театра и устраивается няней в военный госпиталь, где знакомится с раненым майором Петром Николаевичем Марковым (как впоследствии оказалось, сыном Агафьи Лукиничны), у которого повреждены глаза.
Как-то Марков признался, что он страстный любитель оперетты и что даже влюбился в одну солистку. Стрельникова тоже влюбляется в Маркова. Однажды Марков попросил поставить пластинку, которую хранил в тумбочке, где была запись Стрельниковой. Она случайно разбивает пластинку и, чтобы не расстраивать Маркова, исполняет песню самостоятельно. Тогда-то все и догадываются, что под няней Зоей скрывается известная актриса.
После выздоровления Марков уезжает на фронт. Стрельникова вместе с концертами отправляется на передовую.

## В ролях
- Галина Сергеева — Зоя Владимировна Стрельникова
- Борис Бабочкин — Пётр Николаевич Марков
- Зинаида Морская — Агафья Лукинична
- Владимир Грибков — Анатолий Сергеевич Оболенский
- Михаил Жаров — артист Жаров (камео)
- Юрий Коршун — Василий Иванов, раненый
- Константин Сорокин — Зайцев, раненый
- Николай Темяков — директор театра
- Владимир Шишкин — Шурик

### В титрах не указаны
- Александра Денисова — Вера Борисовна
- Александра Данилова — медсестра
- Манефа Соболевская — медсестра
- Инна Фёдорова — медсестра
- Георгий Гумилевский — раненый
- Георгий Светлани — раненый, балалаечник
- Михаил Кузнецов — боец на прифронтовом концерте
- Владимир Уральский — боец
- Юрий Боголюбов — мальчик с патефоном
- Зоя Земнухова — девчонка-нищенка
- Григорий Шпигель — Борис Яковлевич, аккомпаниатор Стрельниковой

## Съёмочная группа
- Сценарий — Николая Эрдмана, Михаила Вольпина
- Постановка — Леонида Трауберга
- Режиссёры — Михаил Шапиро, Надежда Кошеверова
- Оператор — Андрей Москвин
- Художник — Евгений Еней
- Звукооператор — Илья Волк
- Музыка из произведений Оффенбаха, Кальмана и др.
в редакции Алексея Рябова и Оскара Сандлера[1]
- Песня — Оскара Сандлера
- Постановка танцев — Александрa Румнева
- Директор — Михаил Левин
- Композитор — Оскар Сандлер
- Художественный руководитель студии — Фридрих Эрмлер

### Восстановленная версия
Фильм восстановлен на киностудии «Ленфильм» в 1972 году

Режиссёр восстановления — Давид Кочарян

Звукооператор — Юрий Леонтьев

## Музыкальная дорожка
В фильме использованы следующие музыкальные отрывки: песня Сильвы из оперетты Имре Кальмана «Сильва», песня Нинон «Карамболина, Карамболетта!» в записи Веры Красовицкой из оперетты Имре Кальмана «Фиалка Монмартра», куплеты Периколы из оперетты Жака Оффенбаха «Перикола». Цитируется также дуэт Марицы и Коломана Зупана из оперетты Имре Кальмана «Марица».

## Критика
Фильм был подвергнут разгромной критике. В 1943 году в газете «Правда» было написано: «Сюжет фильма надуман, убог и безыдеен».
Руководитель советской кинематографии И. Г. Большаков относил фильм к числу неудачных. Он также утверждал, что «сюжет этого фильма убог и надуман».